# Supermax: O Inferno em Suas Mentes
Supermax: O Inferno em Suas Mentes é a primeira série da Globo Internacional. Lançada em meados de 2016 baseada na série Supermax da Rede Globo, trata-se de uma versão para a Espanha e países da América Latina.

## Sinopse
Uma prisão de segurança máxima, localizada no meio do deserto, que passou anos fechada após ser palco de um sangrento massacre durante uma rebelião de detentos, é transformada em um imponente cenário para um reality show. Nela, oito participantes irão competir por um prêmio de 2 milhões de dólares. Do lado de fora, o público acompanha, 24 horas por dia, os desafios físicos e psicológicos que essas pessoas, até então anônimas, precisam enfrentar para chegarem à final. 

## Elenco
- Santiago Segura
- César Troncoso
- Rubén Cortada
- Laura Neiva como Sunny Days
- Alejandro Camacho
- Nicolaz Goldschimidt
- Guillermo Pfenning
- Laura Novoa
- Alexia Moyano
- Juan Pablo Geretto
- Antonio Birabent
- Cecilia Roth
- Pedro Almodóvar
- Felipe Hintze  como Dámian
- Laís Pinho como Maby